# Lajos Áprily
Lajos Áprily (właśc. Lajos Jékely, ur. 14 listopada 1887 w Brassó, zm. 6 sierpnia 1967 w Budapeszcie) – węgierski poeta, prozaik, tłumacz, ojciec poety i eseisty Zoltána Jékelyego.

## Życiorys
Na świat przyszedł jako syn Jánosa Lajosa Jékelyego i Berty z d. Ziegler, pochodzącej z niemieckiej rodziny w Pilźnie. Ukończył studia na Uniwersytecie w Kolosvárze w 1909 r., a następnie podjął pracę jako nauczyciel najpierw w Siedmiogrodzie, a od 1929 roku w Budapeszcie. W 1943 został zmuszony do wykluczania ze swojej szkoły uczniów pochodzenia żydowskiego, co wpłynęło na jego decyzję przejścia na emeryturę.
Związek pisarza z Siedmiogrodem stał się inspiracją do pisania utworów literackich. Poezja Áprilyego stanowi między innymi opiewanie przyrody zamieszkiwanego przez twórcę regionu. Fundamentem w tworzeniu literatury były dla niego także motywy zaczerpnięte z mitologii greckiej oraz z Biblii (Dym Abla). Dokonał przekładu Eugeniusza Oniegina Aleksandra Puszkina, a także dzieł Ibsena, Schillera, Hauptmanna, Turgieniewa, Lermontowa i Niekrasowa.
Tłumaczeniem twórczości Lajosa Áprilyego zaimowali się:  Adam Bahdaj, Kazimiera Iłłakowiczówna, Stanisław Vincenz, Bohdan Zadura. W 1943 wydany został w Budapeszcie "Wybór poezji" w polskiej wersji.

## Twórczość[4]
- Falusi elégia (Wiejska elegia; 1921);
- Esti párbeszéd (Wieczorny dwugłos; 1923);
- Rasmussen hajóján (W łodzi Rasmussena; 1926);
- Idahegyi pásztorok (Pasterze z góry Ida; 1929);
- Az aranymosó balladája (Ballada o poszukiwaczu złota; 1934);
- A láthatatlan írás (Niewidzialne pismo; 1939);
- Ábel füstje (Dym Abla; 1957);
- Jelentés a völgyböl (Doniesienie z doliny; 1965).